# Первомайский (Калачёвский район)
Первомайский — хутор в Калачёвском районе Волгоградской области России. Входит в состав Логовского сельского поселения.

## История
В соответствии с Законом Волгоградской области от 20 января 2005 года № 994-ОД «Об установлении границ и наделении статусом Калачёвского района и муниципальных образований в его составе», хутор вошёл в состав образованного Логовского сельского поселения.

## География
Хутор расположен на левом берегу Дона (Цимлянского водохранилища).

## Население
| 2010 |
| ---- |
| 226  |

## Инфраструктура
Основные социальные инфраструктурные объекты находятся в центре поселения — х. Логовский: отделение почты России, железнодорожная станция Ложки.

## Транспорт
Автомобильный, водный и железнодорожный транспорт.